# Kallakudi
Kallakudi è una suddivisione dell'India, classificata come town panchayat, di 11.625 abitanti, situata nel distretto di Tiruchirappalli, nello stato federato del Tamil Nadu. In base al numero di abitanti la città rientra nella classe IV (da 10.000 a 19.999 persone).

## Geografia fisica
La città è situata a 10° 59' 42 N e 78° 56' 55 E.

## Società

### Evoluzione demografica
Al censimento del 2001 la popolazione di Kallakudi assommava a 11.625 persone, delle quali 5.813 maschi e 5.812 femmine. I bambini di età inferiore o uguale ai sei anni assommavano a 1.284, dei quali 662 maschi e 622 femmine. Infine, coloro che erano in grado di saper almeno leggere e scrivere erano 9.680, dei quali 5.004 maschi e 4.676 femmine.